# Toby Sebastian
Sebastian Toby M. Pugh plus connu sous le nom de Toby Sebastian est un acteur et musicien anglais originaire d'Oxford.
Il est surtout connu au cinéma pour les rôles de Russell dans le film The Philosophers (After the Dark) et de Cash Fenton dans Secret Agency (Barely Lethal) et à la télévision pour le rôle de Trystane Martell dans la saison 5 et 6 de Game of Thrones (HBO).
Sa sœur Florence Pugh est aussi actrice.

## Filmographie

### Cinéma
| Année | Titre                             | Rôle        |
| ----- | --------------------------------- | ----------- |
| 2012  | The Philosophers (After the Dark) | Russell     |
| 2015  | Secret Agency (Barely Lethal)     | Cash Fenton |
| 2017  | The Music of silence              | Amos Bardi  |
| 2019  | La Victoire dans le sang          | Cam         |

### Télévision
| Année     | Titre            | Rôle             |
| --------- | ---------------- | ---------------- |
| 2012      | The Hollow Crown | Soldat rebelle   |
| 2014      | The Red Tent     | Re-mose          |
| 2015-2016 | Game of Thrones  | Trystane Martell |